# Deadpool & Wolverine
Deadpool & Wolverine ist ein US-amerikanischer Science-Fiction-Actionfilm von Regisseur Shawn Levy. Es handelt sich um eine Fortsetzung zu Deadpool 2 (2018) und um den insgesamt 34. Spielfilm innerhalb des Marvel Cinematic Universe (MCU). Die titelgebende Hauptfigur Deadpool wurde abermals von Ryan Reynolds verkörpert; ebenso übernahm Hugh Jackman erneut die Rolle des Wolverine. Der Film wurde im Sommer 2024 veröffentlicht.

## Handlung
Im Jahr 2018 nutzt Wade Wilson Cables Zeitreisegerät, um von seiner Zeitlinie Erde-10005 zur Erde-616, der „wahren Zeitlinie“, zu reisen, wo er Happy Hogan trifft und darum bittet, sich den Avengers anzuschließen, was dieser jedoch ablehnt, was Wilson tief enttäuscht.
Sechs Jahre später hat Wilson seine Tätigkeit als maskierter Söldner namens Deadpool aufgegeben und arbeitet nach der Trennung von seiner Freundin Vanessa als Gebrauchtwagenhändler. Während seiner Geburtstagsparty nimmt die Time Variance Authority (TVA) Wilson gefangen und bringt ihn zu Mr. Paradox, der ihm einen Platz auf der Erde-616 anbietet. Paradox enthüllt jedoch auch, dass Wilsons Zeitlinie infolge des Todes von James „Logan“ Howlett alias Wolverine zerfällt, der sich als „Ankerwesen“ der Zeitlinie herausstellt, ein Individuum, dessen Existenz ihre jeweilige Zeitlinie stabil und intakt hält. Paradox möchte den Jahrtausende dauernden Zerfall abkürzen, indem er Wilsons Zeitlinie zerstört. Wilson stiehlt daraufhin Paradox‘ TemPad, um durch das Multiversum zu reisen und eine Variante von Logan zu finden, die seine eigene Zeitlinie retten soll.
Nachdem er auf verschiedene Logan-Varianten gestoßen ist, nimmt Wilson eine davon mit zurück zur TVA, wo er erfährt, dass dieser spezielle Logan als der schlimmste Wolverine im Multiversum gilt. Zuvor hat Wilson diesem versprochen, dass die TVA seine Zeitlinie korrigieren könne. Nach einem Streit teleportiert Paradox beide in die Leere. Wilson und Logan kämpfen gegeneinander, bevor sie und Johnny Storm gefangen genommen und zu Cassandra Nova gebracht werden, der Zwillingsschwester des X-Men-Anführers Professor Charles Xavier. Nova erklärt, dass sie als Kleinkind von der TVA in die Leere gestürzt wurde, aber schließlich einen Deal mit ihnen gemacht hat, freiwillig dort zu bleiben, solange sie tun und lassen kann, was sie will. Dann tötet sie Johnny und lässt Wilson und Logan zurück, damit sie von einer wolkenähnlichen Entität namens Alioth verschlungen werden, jedoch gelingt ihnen die Flucht.
Nach ihrer Flucht treffen Logan und Wilson eine Variante von Wilson, „Nicepool“, der ihnen ein Auto gibt, mit dem sie in die Grenzgebiete der Leere fahren, um sich dem Widerstand gegen Nova und ihre Streitkräfte anzuschließen. Logan findet heraus, dass Wilson nie mit Sicherheit wusste, dass seine Zeitlinie durch die TVA repariert werden kann, was zu einem Kampf führt, bei dem beide bewusstlos im Auto landen. Eine inzwischen älter gewordene Laura Kinney alias X-23 fährt sie ins Grenzland, wo sie die Widerstandskämpfer Elektra Natchios, Blade und Gambit treffen. Der Widerstand, von Wilson die „Anderen“ genannt, schlägt ihm und Logan ein Bündnis vor, um Nova zu bekämpfen, was Logan jedoch ablehnt. Nach einem Gespräch mit Laura über seine Unfähigkeit, die X-Men in seinem eigenen Universum zu retten, gibt er jedoch schließlich nach. Nachdem X-23, Elektra, Gambit, Blade und Deadpool bei Nova angekommen sind, steigt Wolverine aus dem Kofferraum und bekämpft zusammen mit allen Novas Gefolgschaft. Da Juggernauts Helm die einzige Möglichkeit darstellt, um Novas Kräfte zu blockieren, tötet ihn Laura und bringt den Helm in ihren Besitz. Wilson und Logan kämpfen sich bis zu Nova durch und stellen diese zur Rede. Nova kann zunächst Deadpool ausschalten und wendet sich dann Logan zu. In Logans Verstand erkennt sie, dass er sich vor den Stimmen derjenigen versteckt, die er im Stich gelassen hat. Nova versichert ihm, dass alles gut werden wird, worauf Logan antwortet: Aber nicht für dich. Just in diesem Augenblick setzt Wilson ihr Juggernauts Helm auf, um ihre Kräfte zu blockieren. Pyro, ein geheimer Schläferagent von Paradox, schießt Nova an, woraufhin sie zu verbluten droht. Logan, der sich daran erinnert, was Charles getan hätte, überredet Wilson, den Helm abzunehmen, damit Nova heilen kann. Im Gegenzug verwendet Nova einen Sling-Ring – angetrieben von den Zeit- und Realitätssteinen einer Stephen Strange-Variante –, um ein Portal zu öffnen, durch welches das Duo in Wilsons Zeitlinie reisen kann.
Als sie auf Erde-10005 ankommen, stellen Wilson und Logan fest, dass Paradox hier ohne Erlaubnis seiner Vorgesetzten einen „Zeit-Ripper“ verwendet, eine Maschine, mit der Zeitlinien ausgelöscht werden. Nova wird von Pyro über Paradox’ Plan unterrichtet, betritt durch ein anderes Portal Erde-10005 und entführt Paradox. Als Rache für Paradox’ Verrat plant sie, die Kontrolle über den Zeit-Ripper zu übernehmen, um alle Zeitlinien zu zerstören und nur die Leere übrig zu lassen. Um Wilson und Logan, die sich ihr in den Weg stellen, aufzuhalten, hetzt Nova das Deadpool Corps, eine Vereinigung von Deadpool-Varianten, auf beide. Nachdem Wilson und Logan das Deadpool Corps besiegt haben, erfahren sie von Paradox, dass man den Zeit-Ripper stoppen kann, indem man den Materie-Antimaterie Energiezufluss unterbricht, dabei aber selbst durch die Annihilation (Freisetzung massiver Energie durch das Aufeinandertreffen von Materie und Antimaterie) getötet wird. Logan ist bereit, sich selbst zu opfern, wird aber von Wilson ausgetrickst, der sich im Raum unter dem Zeit-Ripper hinter einer massiven Metalltür einschließt. Während Wilson versucht, beide Energieleitungen miteinander zu verbinden, wird Nova immer stärker. Gleichzeitig versucht Logan, die Metalltür zu durchbrechen, um Wilson beizustehen. Schließlich schafft er es, und beide benutzen ihre Körper als Leiter, um so den Zeit-Ripper zu zerstören, wobei Nova getötet wird. Anders als zuvor behauptet, überleben Logan und Wilson die Explosion und klären Hunter B-15 über Paradox’ Machenschaften auf, woraufhin sie ihn festnehmen und abführen lässt. 
Wilson bittet B-15, die Anderen in ihre jeweiligen Zeitlinien zurückzubringen, während diese offenbart, dass Wilsons Zeitlinie nicht mehr zerfällt. Logan hofft auf eine Veränderung seiner Vergangenheit, aber B-15 sagt ihm, dass es seine Vergangenheit ist, die ihn zum Anker macht, der nötig ist, um Wilsons Zeitlinie zu retten, und dass es keinen Grund für weitere Veränderungen gibt. Logan beschließt, sich zurückzuziehen und ein friedliches Leben zu führen. Wilson nimmt Logan und Laura mit, um seine Freunde kennenzulernen, und wird von Logan ermutigt, sich mit Vanessa zu versöhnen, was ihm auch gelingt.
In der Post-Credit-Szene beweist Deadpool, dass er keine Verantwortung dafür trägt, dass Johnny Storm getötet wurde, indem er die Videoaufzeichnung einer Überwachungskamera abspielt, die zeigt, dass Storm die von Deadpool zitierten Kommentare über Cassandra, die diese dazu brachten, Storm zu ermorden, tatsächlich gesagt hat.

## Produktion
Disneys CEO Bob Iger sagte bereits 2017, dass Deadpool im Marvel Cinematic Universe (MCU) unter Disney integriert werden soll und die Alterseinstufung der Filme (R-rated – Begleitung für unter 17-jährige notwendig) beibehalten werden kann, „solange wir das Publikum wissen lassen, was sie erwarten können“. Die kinderfreundliche PG-13-Version von Deadpool 2 wurde von Disney und Marvel Studios kritisch beobachtet, um zu sehen, wie sie sich dem Charakter nähern und ihn im MCU integrieren können. Mit der Übernahme von 21st Century Fox durch Walt Disney im März 2019 gingen auch die Rechte an Deadpool, den X-Men-Charakteren und Fantastic Four zurück an Marvel. Während alle laufenden Fox-Produktionen zu X-Men und Fantastic Four gestoppt wurden, sollte Deadpool mit Reynolds in der Hauptrolle weitergeführt werden. Im Dezember 2019 bestätigte Reynolds, dass ein dritter Deadpool-Film bei Marvel in Entwicklung ist.

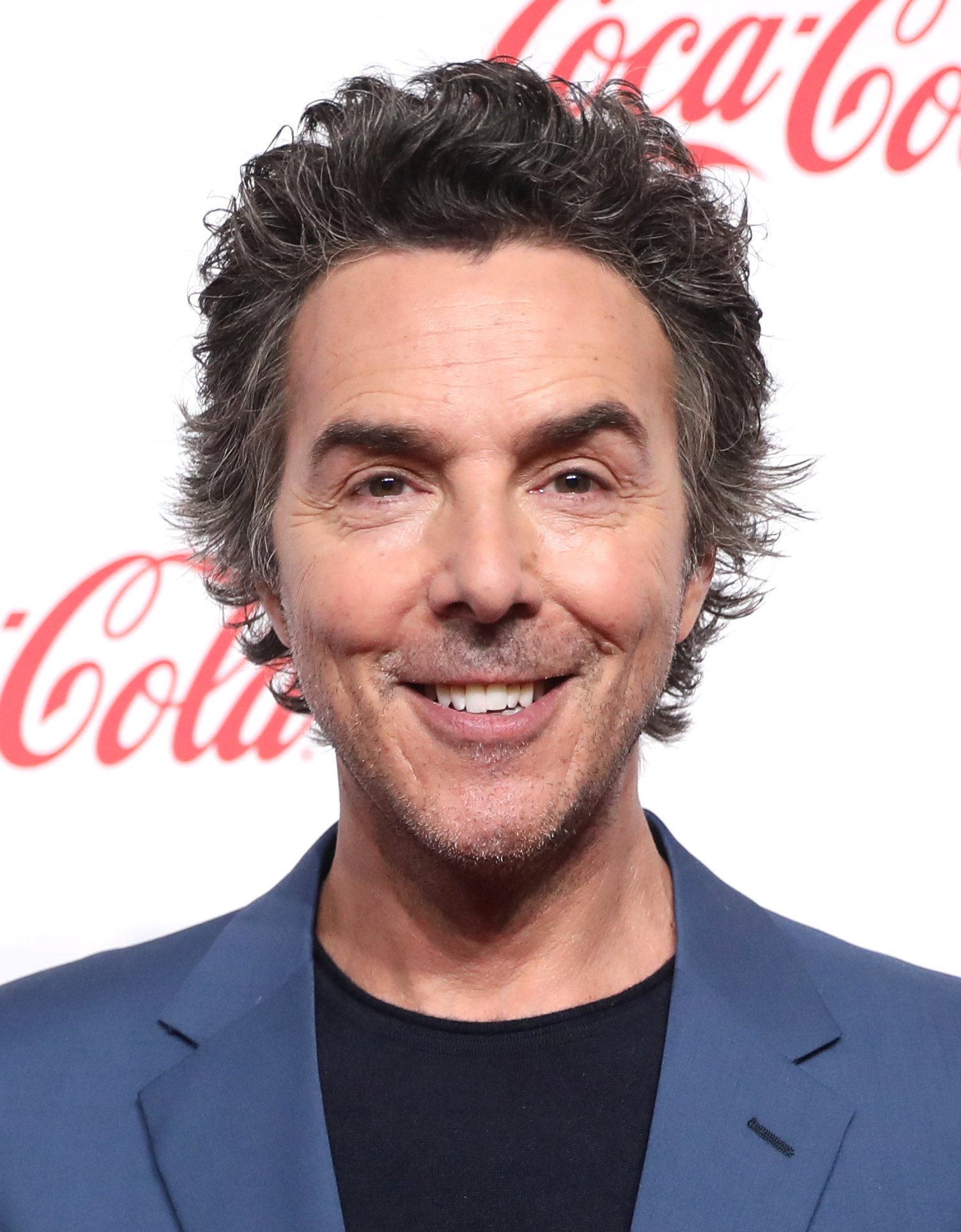
Regisseur Shawn Levy

Shawn Levy führt Regie, nachdem er mit Reynolds bereits bei Free Guy und The Adam Project zusammengearbeitet hatte. Das Drehbuch schrieben die bisherigen Deadpool-Autoren Rhett Reese und Paul Wernick zusammen mit Zeb Wells, Reynolds und Levy, die als Co-Autoren fungieren. Reynolds und Levy sind zudem Produzenten neben Kevin Feige. Hugh Jackman wird im Film in seiner Rolle als Logan / Wolverine auftreten, die er bereits in den X-Men-Filmen spielte. Karan Soni, Leslie Uggams, Morena Baccarin, Stefan Kapičić, Rob Delaney, Brianna Hildebrand und Shioli Kutsuna werden erneut in ihren Rollen aus den vorhergehenden Deadpool-Filmen zu sehen sein. Emma Corrin wurde für die Rolle der Hauptantagonistin Cassandra Nova verpflichtet.
Zudem schloss sich Matthew Macfadyen der Besetzung als Mr. Paradox an. Zuletzt wurde bekannt, dass Jennifer Garner in ihrer Rolle als Elektra Natchios aus den Filmen Daredevil und Elektra zu sehen sein wird.
Weitere wiederkehrende Darsteller umfassen Aaron Stanford als Pyro (X-Men 2), Tyler Mane als Sabretooth (X-Men), Dafne Keen als X-23 (Logan – The Wolverine) sowie Jon Favreau als Happy Hogan und Wunmi Mosaku als Hunter B-15 aus regulären MCU Projekten.
Die Dreharbeiten begannen Ende Mai 2023 in London und in den Pinewood Studios in Buckinghamshire unter dem Arbeitstitel Tidal Wave. George Richmond fungierte als Kameramann. Ursprünglich war der Beginn der Dreharbeiten bereits im Januar 2023 und später im April 2023 erwartet worden. Der Dreh wurde nicht durch den Streik der Autoren-Gewerkschaft Writers Guild of America beeinträchtigt, da das Drehbuch bereits fertiggestellt war. Allerdings war es für Reynolds somit entsprechend der Streik-Regeln nicht möglich, während der Aufnahmen das Drehbuch anzupassen, während die vorhergehenden Filme für Reynolds Improvisationen bekannt waren. Stattdessen sollten mögliche Anpassungen über Nachdrehs abgedeckt werden. Durch den am 14. Juli begonnenen Streik der Schauspielergewerkschaft SAG-AFTRA wurden die Dreharbeiten jedoch ausgesetzt. Die Dreharbeiten wurden am 23. November wieder aufgenommen und waren am 24. Januar 2024 beendet.
In der Postproduktion waren Framestore, Industrial Light & Magic und Cantina Creative für die Visuellen Effekte zuständig.

## Synchronisation
Die deutschsprachige Synchronisation entstand bei Interopa Film in Berlin nach einem Dialogbuch von Marius Clarén und unter der Dialogregie von Leonhard Mahlich.
Wiederkehrende Figuren aus älteren Projekten erhielten wie jene aus den beiden Deadpool-Filmen ihre etablierten Sprecher, lediglich Peter Lontzek wurde von Uve Teschner als Stimme von Rob Delaney ersetzt. Benedikt Weber ersetzt Dennis Schmidt-Foß als Sprecher für Chris Evans, da Weber ihn auch in Fantastic Four synchronisierte.
| Rollenname                                  | Schauspieler        | Synchronsprecher         |
| ------------------------------------------- | ------------------- | ------------------------ |
| Wade Wilson / Deadpool / Nicepool           | Ryan Reynolds       | Dennis Schmidt-Foß       |
| Logan / Wolverine                           | Hugh Jackman        | Thomas Nero Wolff        |
| Cassandra Nova                              | Emma Corrin         | Magdalena Höfner         |
| Mr. Paradox                                 | Matthew Macfadyen   | Manou Lubowski           |
| John Allerdyce / Pyro                       | Aaron Stanford      | Norman Matt              |
| Vanessa Carlysle                            | Morena Baccarin     | Melanie Hinze            |
| Peter W.                                    | Rob Delaney         | Uve Teschner             |
| Blind Al                                    | Leslie Uggams       | Denise Gorzelanny        |
| Ellie Phimister / Negasonic Teenage Warhead | Brianna Hildebrand  | Maximiliane Häcke        |
| Yukio                                       | Shioli Kutsuna      | Marie-Luise Schramm      |
| Peter Rasputin / Colossus                   | Stefan Kapičić      | Waléra Kanischtscheff    |
| Dopinder                                    | Karan Soni          | Marius Clarén            |
| Rusty / Shatterstar                         | Lewis Tan           | Jan Pohl                 |
| Happy Hogan                                 | Jon Favreau         | Michael Iwannek          |
| Hunter B-15                                 | Wunmi Mosaku        | Anja Stadlober           |
| Elektra Natchios                            | Jennifer Garner     | Claudia Urbschat-Mingues |
| Remy LeBeau / Gambit                        | Channing Tatum      | Daniel Fehlow            |
| Eric Brooks / Blade                         | Wesley Snipes       | Torsten Michaelis        |
| Johnny Storm                                | Chris Evans         | Benedikt Weber           |
| Victor Creed / Sabretooth                   | Tyler Mane          | Tilo Schmitz             |
| Laura / X-23                                | Dafne Keen          | Zalina Sanchez Decke     |
| Lady Deadpool                               | Blake Lively        | Dascha Lehmann           |
| Cowboy Deadpool                             | Matthew McConaughey | Benjamin Völz            |
| Headpool                                    | Nathan Fillion      | Tobias Kluckert          |
| Cavillrine                                  | Henry Cavill        | Alexander Doering        |

## Veröffentlichung
Weltpremiere feierte Deadpool & Wolverine am 22. Juli 2024 im David H. Koch Theater in New York City.
Deadpool & Wolverine kam am 26. Juli 2024 in die US-amerikanischen Kinos; bereits zwei Tage zuvor lief er in den deutschen und österreichischen Kinos an. Zuvor erfolgten mehrere Verschiebungen des Starttermins, unter anderem wegen der Streiks der Gewerkschaften WGA und SAG-AFTRA.
Der Film ist der erste Film in der MCU-Reihe mit einem R-Rating in den USA bzw. einer FSK 16 in Deutschland.

## Rezeption

### Kritiken und Einspielergebnis
Deadpool & Wolverine ging aus den 25. Annual Golden Tomato Awards als Zweitplatzierter unter den Action- und Abenteuerfilmen des Jahres 2024 hervor.
Deadpool & Wolverine konnte bis zum 4. September 2024 weltweit 1,267 Milliarden US-Dollar einspielen, davon alleine 606,1 Millionen US-Dollar in Nordamerika. In Deutschland sahen 2.714.553 Besucher den Film, womit Einnahmen von 32.294.513 € erzielt wurden. Deadpool & Wolverine steht in der Liste der weltweit erfolgreichsten Filme derzeit auf Platz 22 (Stand: 19. April 2025).

### Auszeichnungen
Im Rahmen der Oscarverleihung 2025 wurde Deadpool & Wolverine in eine Shortlist der Kategorie Beste visuelle Effekte aufgenommen. Im Folgenden eine Auswahl von Nominierungen.
Artios Awards 2025
- Nominierung für das Beste Casting in einem Comedy-Film[48]

Cinema Audio Society Awards 2025
- Nominierung in der Kategorie Live-Action-Spielfilm[49]

Critics’ Choice Movie Awards 2025
- Nominierung als Beste Komödie[50]

Golden Reel Awards 2025
- Nominierung für den Besten Tonschnitt – Feature Effects / Foley
- Nominierung für den Besten Musikschnitt – Feature Motion Picture[51]

Saturn Awards 2025
- Auszeichnung als Bester Action-/Adventure-/Thriller-Film
- Nominierung für die Beste Regie (Shawn Levy)
- Nominierung für das Beste Drehbuch (Shawn Levy und Ryan Reynolds)
- Auszeichnung für den Besten Schnitt (Dean Zimmerman und Shane Reid)
- Nominierung als Bester Hauptdarsteller (Ryan Reynolds)
- Auszeichnung als Bester Nebendarsteller (Hugh Jackman)
- Nominierung für das Beste Szenenbild (Ray Chan)
- Nominierung für die Besten Effekte
- Nominierung für die Besten Kostüme (Graham Churchyard und Mayes C. Rubeo)

Screen Actors Guild Awards 2025
- Nominierung als Bestes Stunt-Ensemble[52]

Set Decorators Society of America Awards 2025
- Nominierung in der Kategorie Décor/Design of a Comedy or Musical Feature Film (Naomi Moore, Imogen Lee und Raymond Chan)[53]